# Edmond Fischer
Edmond Henri Fischer (Xangai, 6 de abril de 1920 – 27 de agosto de 2021) foi um bioquímico suíço.
Foi agraciado com o Nobel de Fisiologia ou Medicina de 1992, por descrever o funcionamento da fosforilação reversível como ativador de proteínas e regulador de vários processos celulares.

## Biografia
Edmond Fischer nasceu em Xangai, onde frequentou a escola pública municipal. Seus pais, um advogado austríaco, Oscar Fischer, e uma professora primária, Renée Tapernoux, matricularam Fischer e os dois irmãos mais velhos na La Châtaigneraie, na Suíça.
No início da Segunda Guerra Mundial, entrou para a Universidade de Genebra, onde obteve doutorado, em 1947, e permaneceu até 1953. Foi convidado para dar aulas na Escola de Medicina da Universidade de Washington (Seatle) como professor assistente e tornou-se professor titular em 1961. Foi aí que conheceu Edwin G. Krebs. Os dois passaram a trabalhar juntos em pesquisas que envolviam a fosforilação.

## Morte
Morreu em 27 de agosto de 2021 aos 101 anos de idade.